# 真心話
《真心話》，是由爾冬陞編導，范文芳、何潤東主演的一齣愛情片，講述一對男女生活與成長環境懸殊，從邂逅、相戀的經歷，最終兩人一起步向陽光。

## 故事大綱

阿心（何潤東）是新加坡人，自小在溫暖家庭長大，在香港雜誌社當記者，為了找題材，認識了阿真（范文芳）。十七歲的阿真家在香港大澳，十四歲離家，居於美麗都大廈斗室，討厭太陽，時刻戴著墨鏡，日落才起床，終夜流連夜店與酒吧，飲酒食迷幻藥。阿心想認識她的迷幻世界，阿真為了三千元酬勞答應專訪。阿心發現阿真來自問題家庭，離家出走。阿心同情她之餘卻又對她的生活方式很好奇，更不自覺地愛上阿真。
自幼母親教導阿真不可相信男人，卻發現阿心對自己的關懷不是為了色心，感受到遺忘以久的關懷。阿真無意中發現阿心為自己拍下的照片，看到真正的自己，她不想再逃避生活。
可是，阿心母親不喜歡阿真學歷低、家庭複雜。阿心在母親面前說謊，阿真傷心欲絕，再次回到過往的沉淪世界。阿心勸阻不了阿真，憤而狂吞迷幻藥，差點喪命。阿真傷心後悔而去。阿心四處尋找。終於，阿心在花店重遇阿真。

## 演員
| 演員   | 角色                                         |
| ------ | -------------------------------------------- |
| 范文芳 | 阿真                                         |
| 何潤東 | 阿心                                         |
| 錢嘉樂 | 箭豬，阿真的大哥，黑社會頭目                 |
| 鄭佩佩 | 阿心母親                                     |
| 張同祖 | 阿心父親                                     |
| 韋偉   | 阿真祖母                                     |
| 黃樹棠 | 阿真父親                                     |
| 阮兆祥 | 黎老闆，阿心上司，娛樂雜誌老闆（影射黎智英） |
| 雷宇揚 | 雷老虎，舞廳老闆                             |
| 朱永棠 | 阿心同事                                     |
| 鄭敬基 | 阿心同事                                     |

## 其他
主題曲由何潤東主唱〈真心話〉。

## 獎項
范文芳憑《真心話》獲提名2000年香港電影金像獎（第19屆）最佳新演員。（獲獎是《星願》張柏芝）
何潤東憑主題曲〈真心話〉獲提名第36屆金馬獎 (1999) 最佳電影歌曲。

## 外部連結
- 開眼電影網上《真心話》的資料（繁體中文）
- 香港影庫上《真心話》的資料（繁體中文）
- 豆瓣电影上《真心話》的資料 （简体中文）
- 时光网上《真心話》的資料（简体中文）
- 爛番茄上《真心話》的資料（英文）
- 互联网电影数据库（IMDb）上《真心話》的资料（英文）
- 金馬獎華語影片介紹 (1999) 《真心話》 （页面存档备份，存于）
- 無限映畫製作《真心話》
- 范文芳新加坡官方網《真心話》[永久]